# Microdigital TK-83
Microdigital TK-83 (TK-83) је кућни рачунар, производ фирме Microdigital који је почео да се израђује у Бразилу током 1981. године.
Користио је Z80A као централни микропроцесор а RAM меморија рачунара TK-83 је имала капацитет од 2 KB до 64 KB. 
TK-83 је био клон рачунара Sinclair ZX81.

## Детаљни подаци
Детаљнији подаци о рачунару TK-83 су дати у табели испод.
|                       |                        |
| [ 1 ]                 |                        |
| Произвођач            |                        |
| Тип                   | кућни рачунар          |
| Меморија              | 2 до 64 KB             |
| Поријекло             | Бразил                 |
| Година                | 1981                   |
| Тастатура             | мембранска 40 тастера  |
| Процесор              |                        |
| Фреквенција процесора | 3,25                   |
| RAM                   | 2 до 64 KB             |
| ROM                   | 8 KB                   |
| Текст                 | 32 знакова x 22 линија |
| Графика               | 64 x 44 тачака         |
| Боја                  | једна боја             |
| Звук                  | непознато              |
| Димензије             | непознато              |
| Портови               |                        |
| Оперативни систем     |                        |